# Dunatetétlen
Dunatetétlen je obec v Maďarsku v župě Bács-Kiskun v okrese Kalocsa.

## Poloha
Dunatetétlen leží na jihu Maďarska. Prochází jím silnice ze Soltu do Kiskőrösu. Kalocsa je vzdálena 30 km, Solt 10 km a Kiskőrös 20 km.